# Maisons historiques d'Avignon

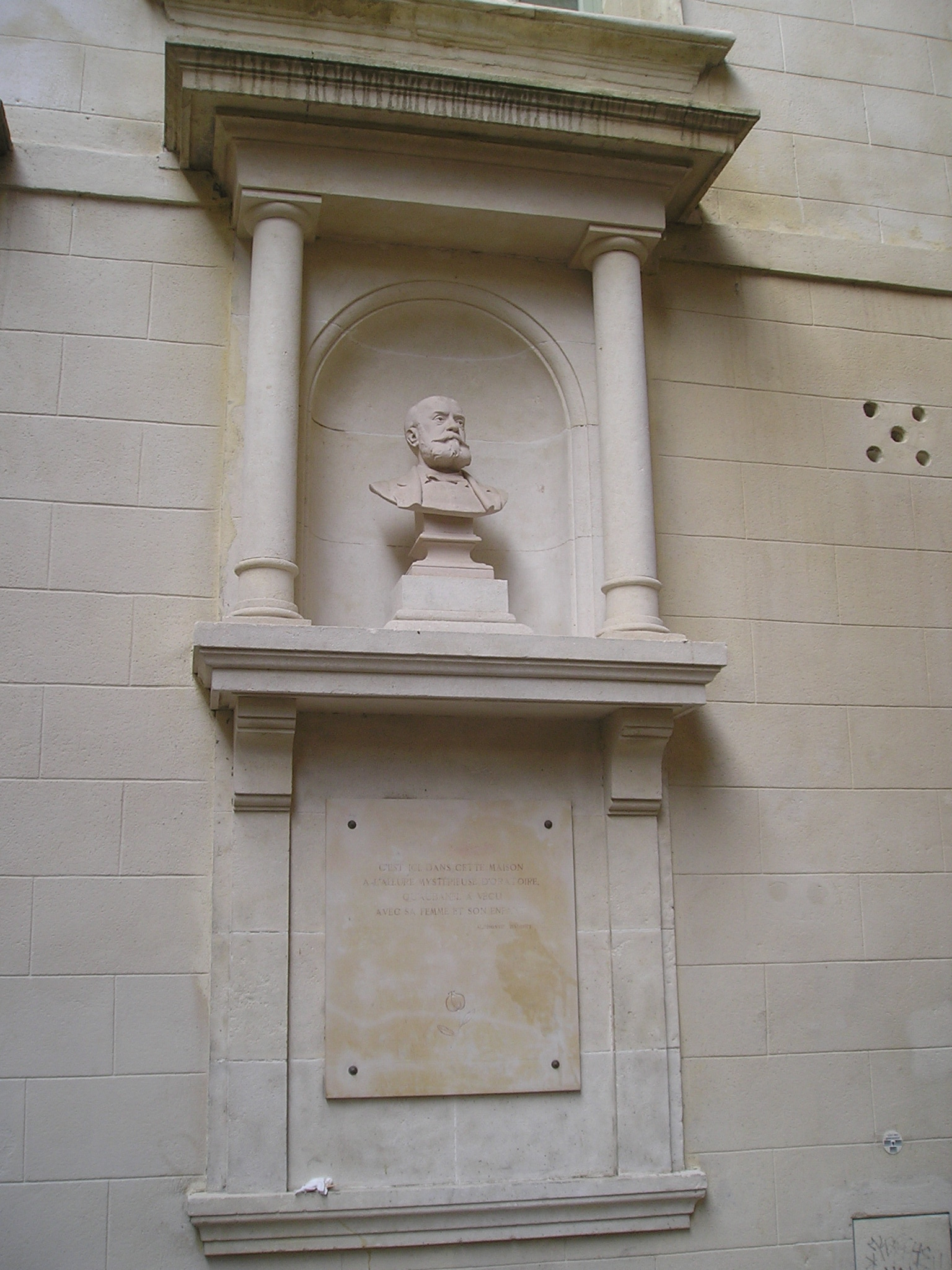
Buste de Théodore Aubanel, sur la façade de sa maison

À l’intérieur des remparts d'Avignon, les maisons historiques d’Avignon se distinguent soit par leur riche patrimoine architectural, soit par des évènements historiques qui s’y sont déroulés ou par les personnalités qui y ont habité.

## Première boutique Datini
En 1367, Francesco di Marco Datini ouvrit sa première maison de commerce à Avignon dans la Loge des Cavaliers à l’angle des rues de la Mirallerie et de la Lancerie, aujourd’hui, angle de la rue du Puits-des-Bœufs et de la place de l’Horloge. Cet établissement servit de modèle à tous ceux que le marchand allait fonder tout au long de sa fructueuse carrière. Il comprenait un entrepôt pour les marchandises en transit, une boutique de vente au détail, une table de changeur, une hostellerie et une taverne. 
Il fut le premier à profiter d'une bulle pontificale daté du 18 mars 1368 et signée Rome. par Urbain V Afin d'éviter la récession économique, le pontife conseillait à Philippe de Cabassolle, recteur du Comtat Venaissin et gouverneur d'Avignon, d'accorder libertés et privilèges aux marchands et négociants en laine avec exemption de taille ainsi qu'aux meuniers s'installant sur les rives de la Sorgue et de la Durance.

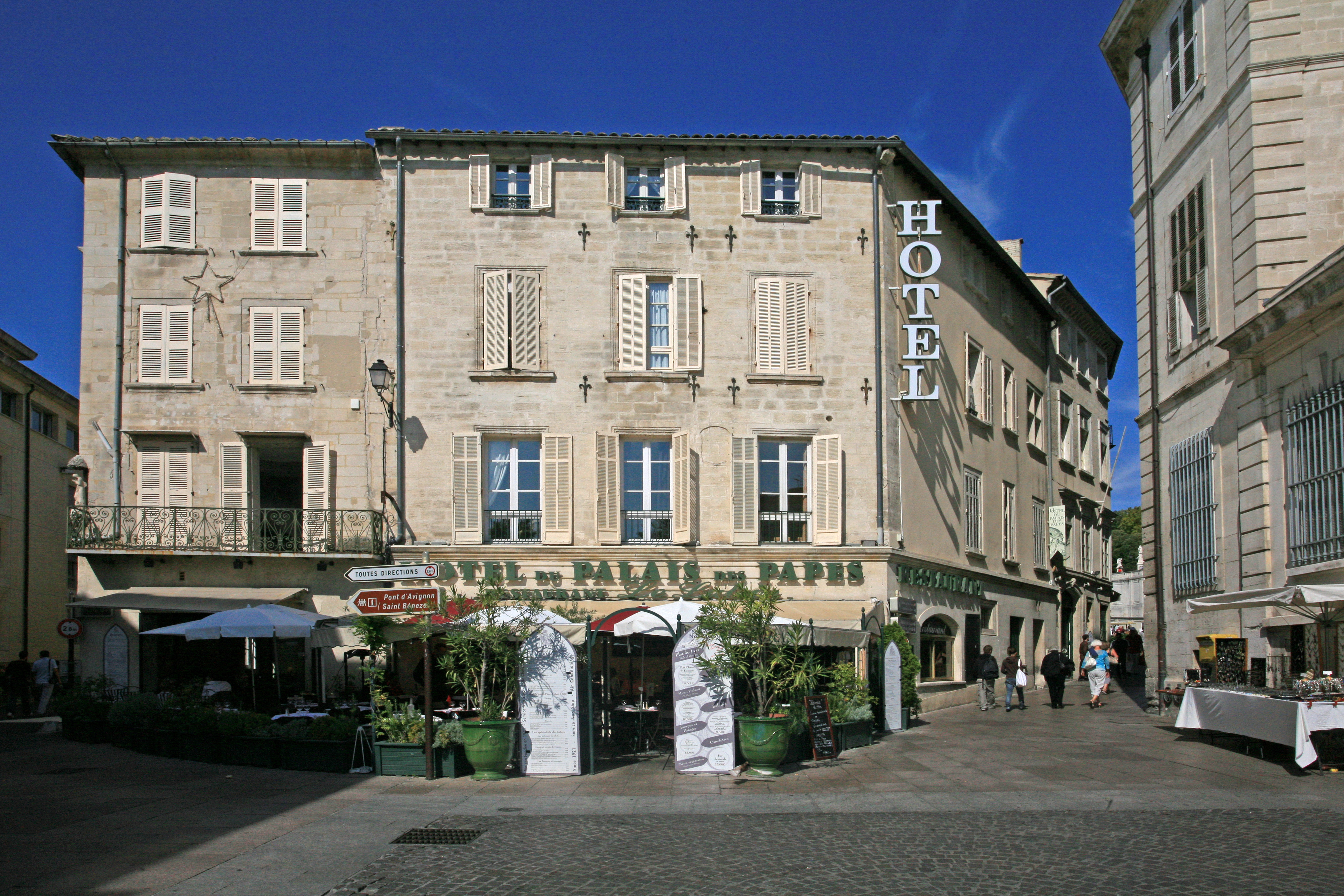
Emplacement de la première boutique de Datini, à l'angle de la rue du Puits-des-Bœufs et de la place de l’Horloge
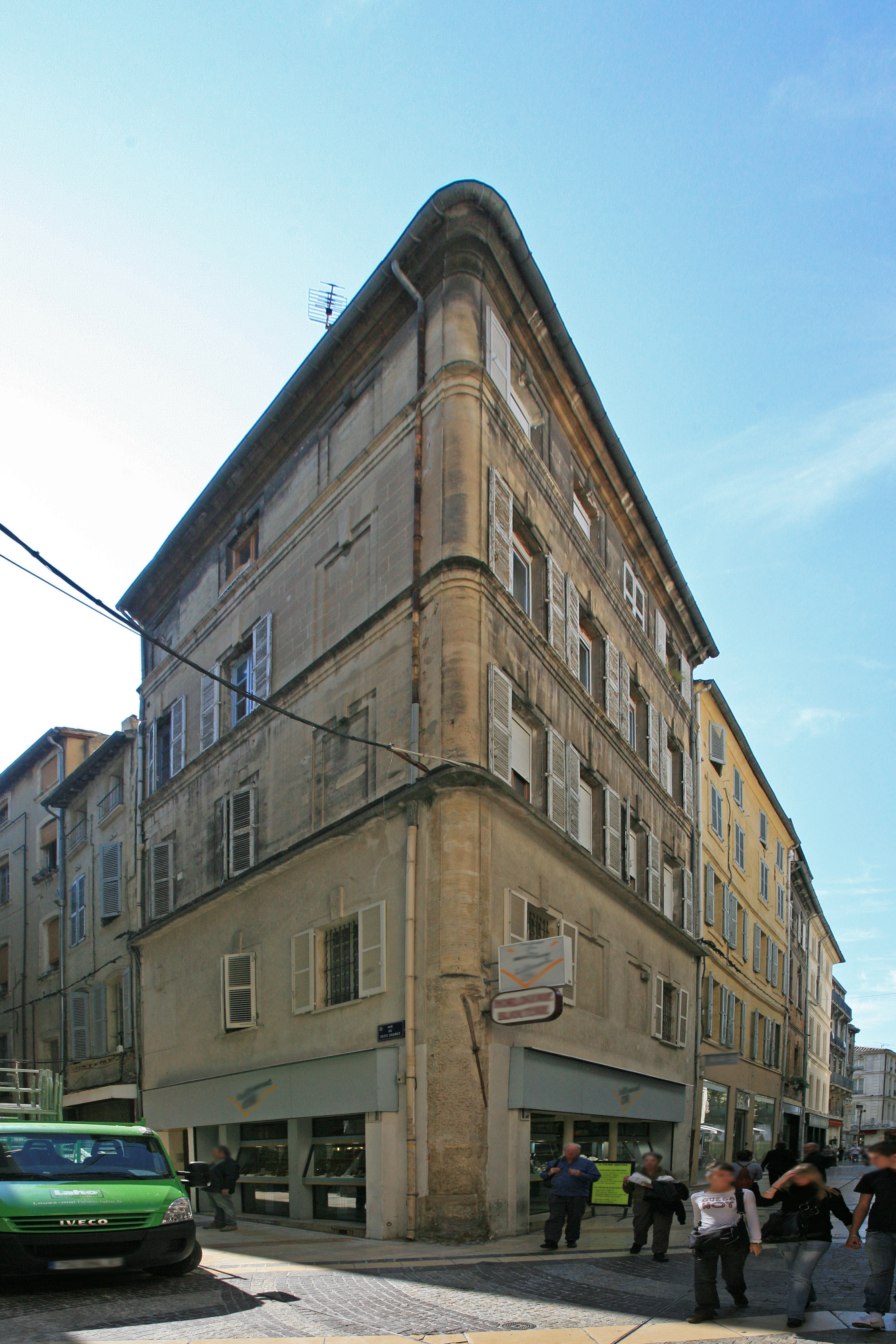
Emplacement de la seconde boutique de Datini, à l'angle de la rue des Marchands et de la rue du Petit-Change

## Seconde boutique Datini
En 1374, Datini se fit construire une superbe maison décorée de fleurs de lys jaune sur fond bleu dans laquelle il ouvrit une nouvelle boutique. Sa correspondance note : bella chasa et boteglia. Il y installa sa seconde boutique entre la « rue de l'Épicerie », actuelle rue des Marchands, et la place du Change

## Maison aux auvents

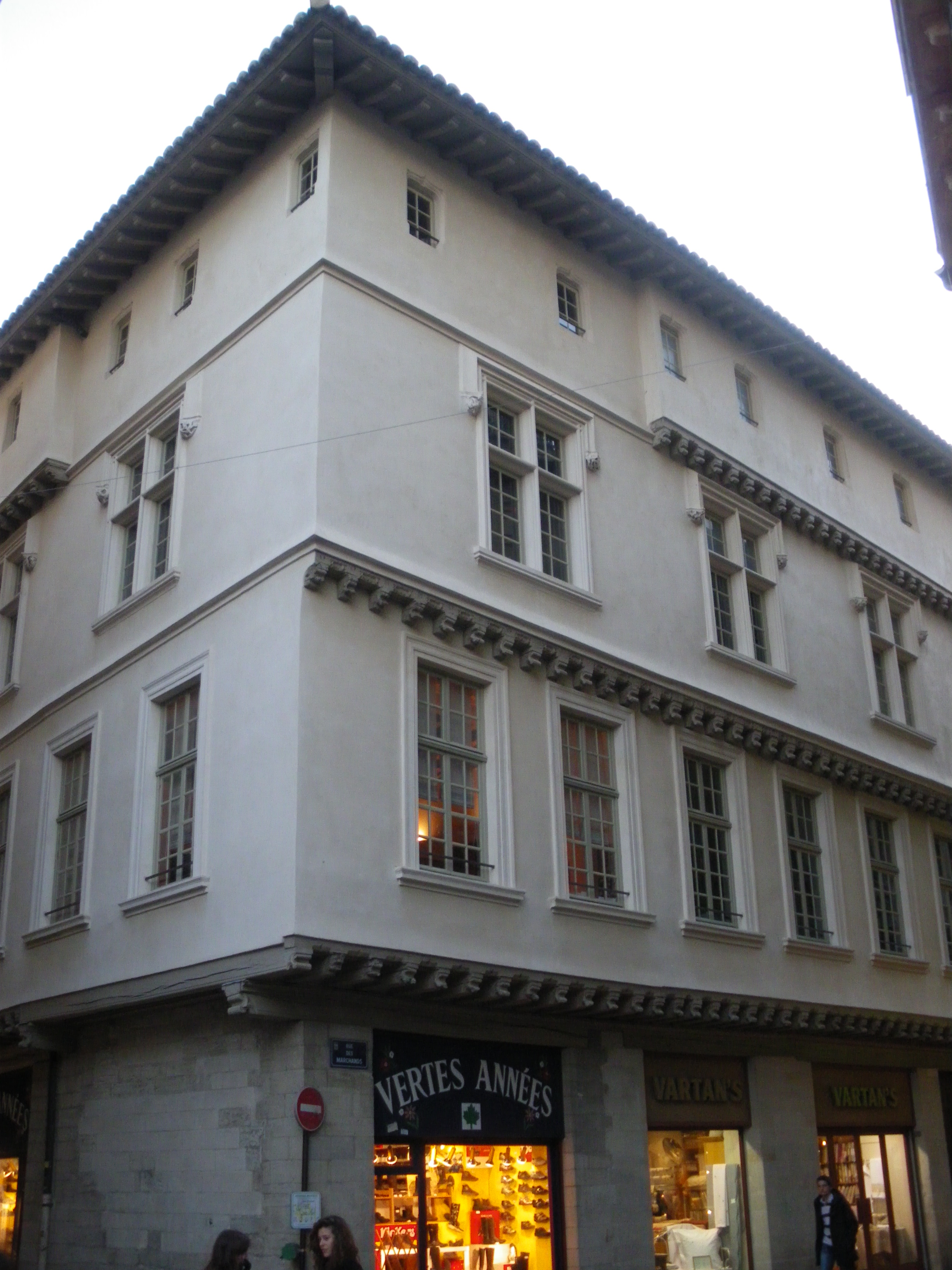
Maison aux auvents

La plus ancienne maison d'Avignon, dite « Maison aux auvents » se situe au no 40 de la rue des Marchands, dite alors « rue de la Mercerie ». Elle possède toujours ses murs en encorbellement soutenus par des poutres faisant saillie. Elle a été référencée, dès la fin du XVe siècle, comme appartenant aux Galiani, marchands de toile, qui la vendirent, en 1498, aux frères Belli. Puis, elle fut acquise, en 1548, par un autre marchand, Nicolas de Ceps, et par Jean Ferrier, dit Benoît, qui tenait négoce de marchandises en 1568. Au XVIIe siècle, elle devint la boutique de la famille De l'Église, d'origine piémontaise, qui commercialisait des épices.

## Maison du IV de Chiffre

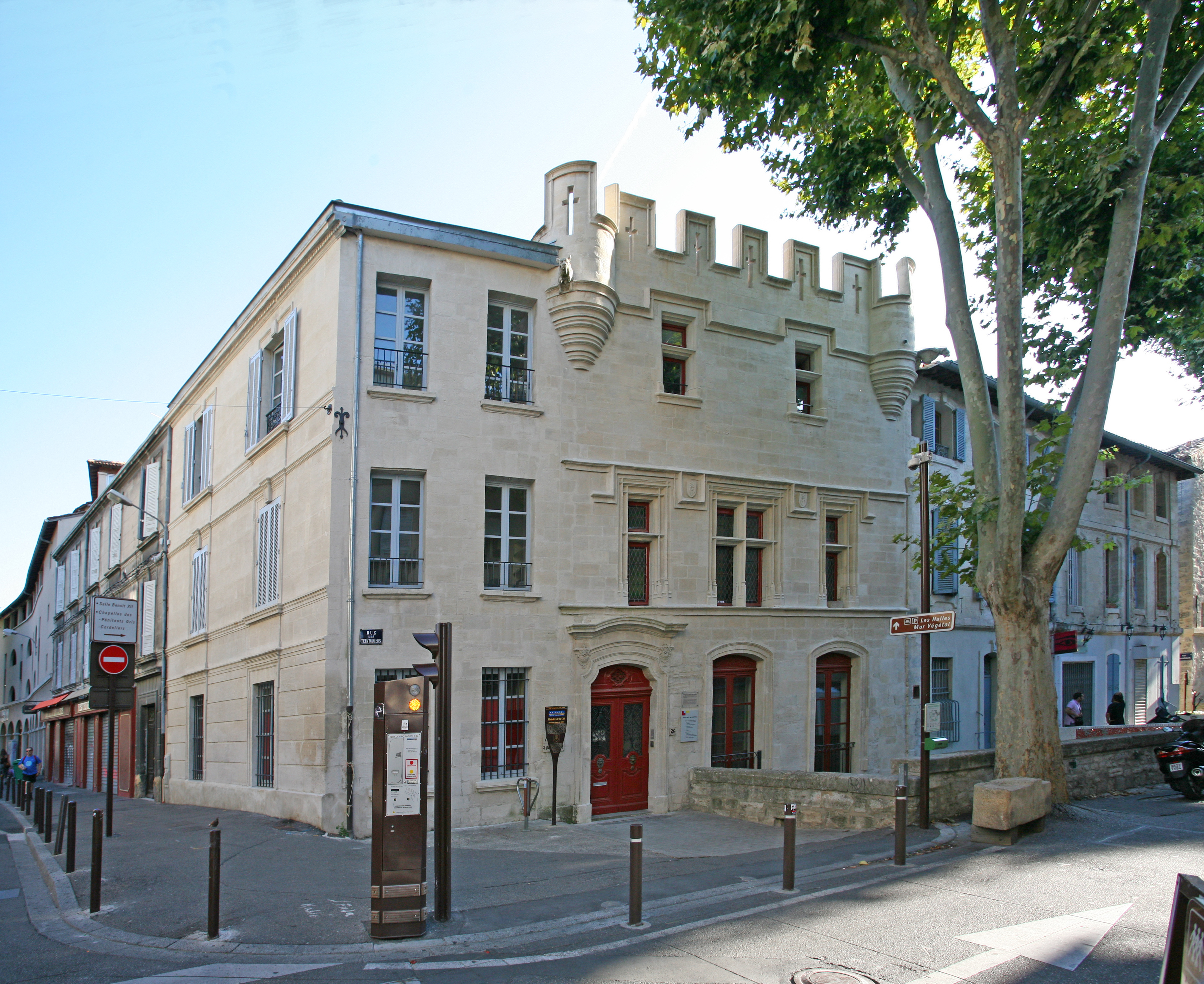
Maison du IV de Chiffre

C'est l'une des plus anciennes demeures d'Avignon, située à l'angle de la rue des Teinturiers et de la rue Guillaume Puy. Cette maison gothique, édifiée en 1493, comportait un « IV de Chiffre » sculpté entre les trois fenêtres du premier étage. Ces sigles, aujourd'hui disparus lors d'une restauration, ont été relevés dans le no 53 de « La Farandole », revue avignonnaise parue le 21 octobre 1913. 
Ce sigle reste mystérieux. Il a pourtant été largement utilisé sur des sculptures, tapisseries, sceaux, cartes à jouer, poteries, instruments de musique, lieux de cultes catholiques, monogrammes d'artistes, de notaires, de négociants, de drapiers, de maçons ou de lapidaires. 
Il représente un cœur stylisé empalé par le haut d'un dard orné successivement d'une croix de Saint-André puis d'une croix de Lorraine. À l'intérieur du cœur il est barré par un segment borné à chaque extrémité par un petit piton.

## Maison du Roi René
Elle se trouve au no 6 de la rue Grivolas, qui fut dite « rue de Sainte-Claire » (1367), puis « rue du Roi René » (1652) et « rue Royale » (avant 1792). Elle s'est substituée à l'ancienne Livrée du cardinal Jean Allarmet de Brogny, évêque de Viviers que le Roi René acheta en 1476 aux chartreux du Val-de-Bénédiction de Villeneuve-lès-Avignon,. Le souverain, qui y séjourna en 1476 et 1478, confia sa décoration à Nicolas Froment. Mise en location en 1489 puis vendue au cours du XVIe siècle, elle devint ensuite la propriété d'une Dame de Labaume-Suze qui y installa des ursulines en 1623. Vendue pendant la Révolution, cette maison déjà fort dégradée par les religieuses qui s'étaient empressées de faire enduire de plâtre ses peintures, fut ensuite une salle d'asile (1863), puis un pensionnat religieux et enfin affectée à des usages commerciaux et industriels. Elle est actuellement restaurée et, pour la partie sur la rue Grivolas, réutilisée pour y installer le « Centre de formation à la Réhabilitation du Patrimoine Architectural », dénommé "École d’Avignon".

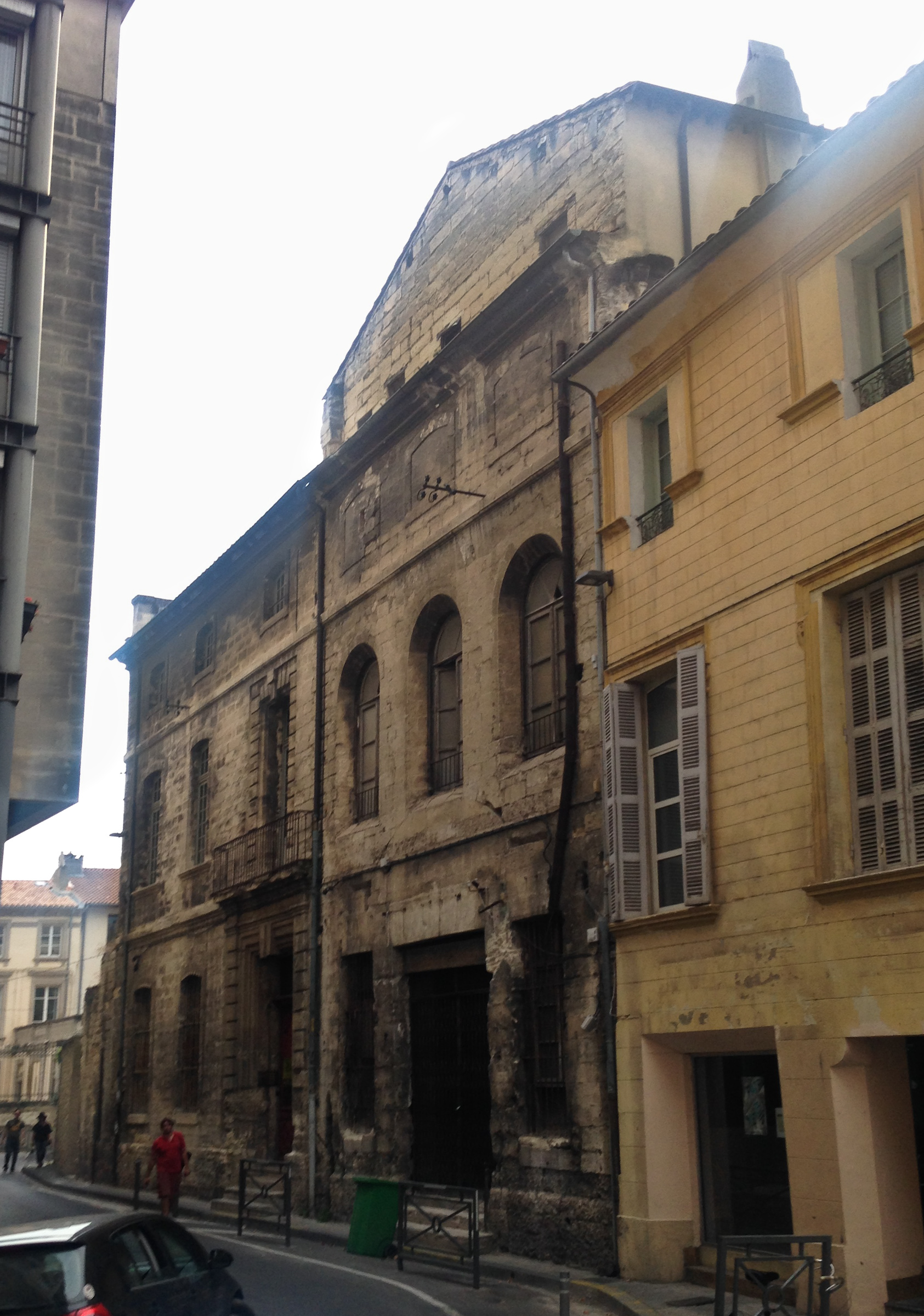
Façade de la maison du Roi René au no 6 de la rue Grivolas
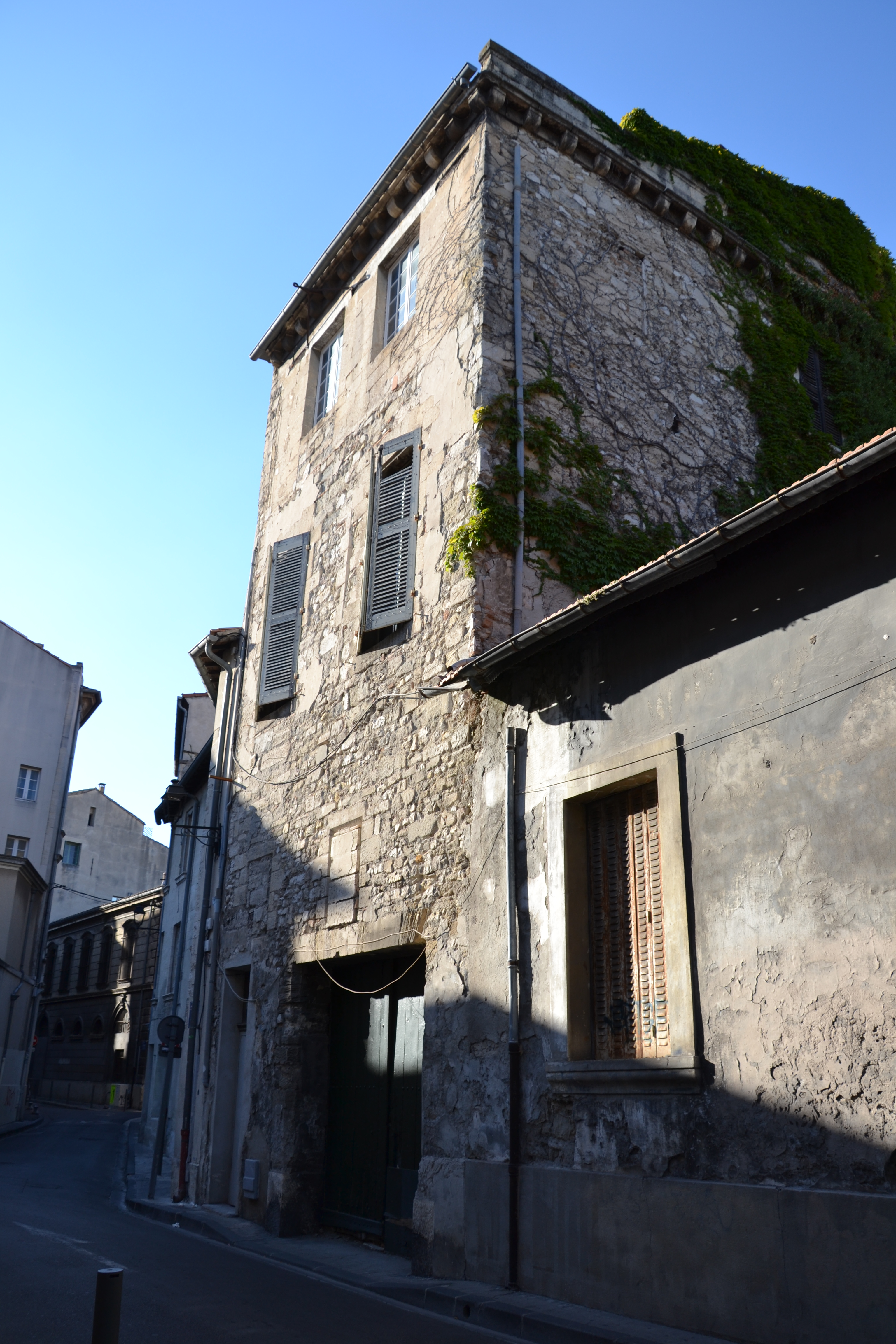
Façade de la maison du Roi René sur la rue homonyme

## Maison aux Ballons

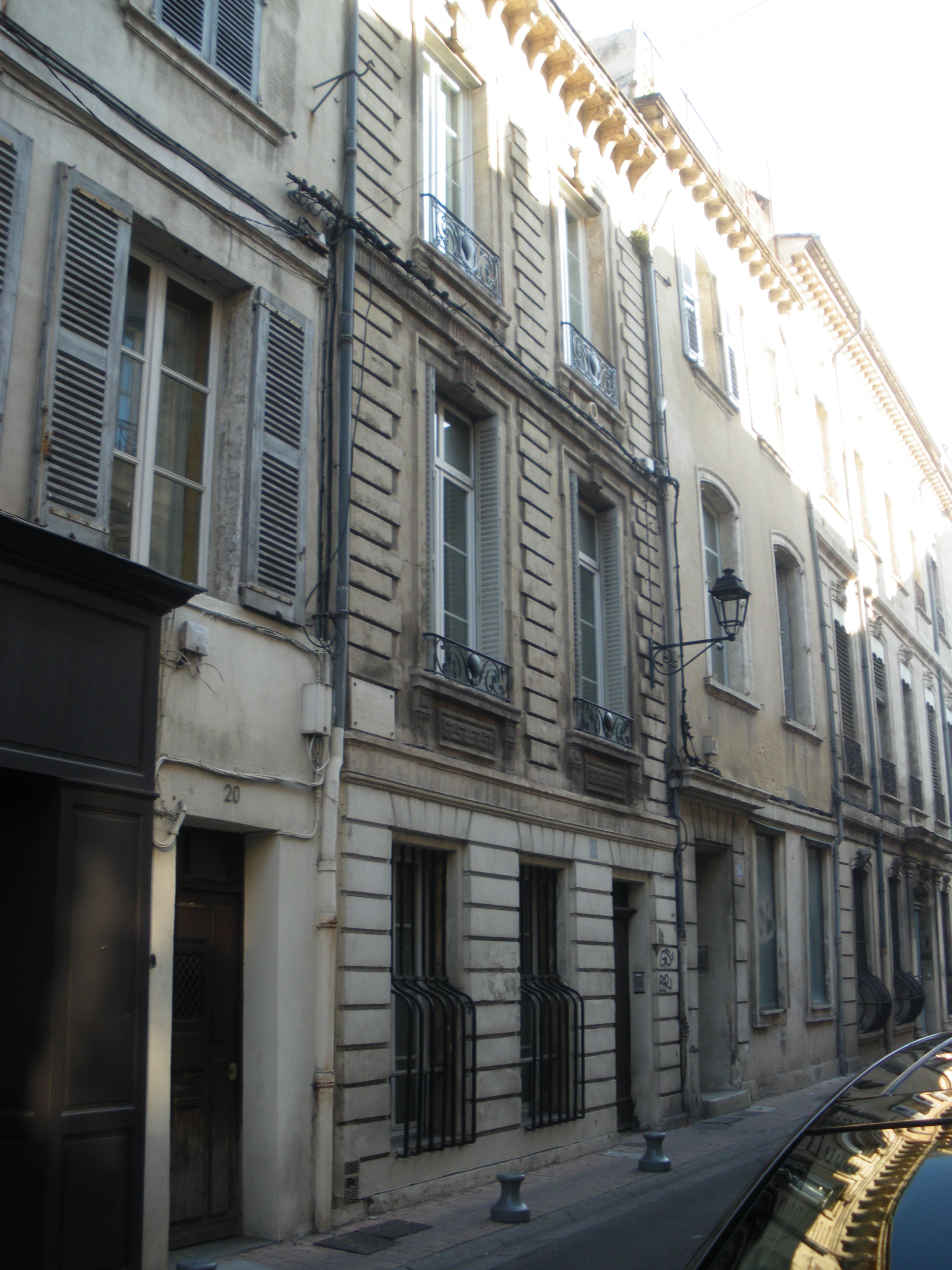
Maison aux Ballons

Elle se situe au no 18 de la rue Saint-Étienne. Elle est l'œuvre d'un riche marchand avignonnais qui avait acheté un immeuble vétuste sur cet emplacement en 1773. Elle se distingue, entre toutes, par ses appuis de fenêtres en fer forgé portant, chacun en son centre, « la figure d'un ballon, rehaussée sur ceux du deuxième étage par un petit aérostat en tôle découpée et repoussée ».
C'est ici que, depuis 1782, descendaient les frères Montgolfier quand ils venaient d'Annonay pour leur commerce de papier. Le Courrier d'Avignon du 24 février 1784 relate : « C'est à Avignon que M. de Montgolfier l'aîné fit son expérience pour la première fois. Là, il ne vit pas sans une profonde joie, qu'un petit parallélépipède creux de taffetas ayant été chauffé préalablement monta rapidement au plafond ».
Une autre relation de cet événement a été faite par Félix Dugonet, dans son ouvrage paru en 1903 L'invention de l'Aéronautique à Avignon en 1782. Il narre : « Il voulut en se lavant chauffer la chemise qu'il allait mettre. À cet effet, il alluma devant la cheminée une flambée de papier et, serrant l'ouverture du col de la main gauche, il évasait les pans de la chemise en forme de cloche pour y concentrer la chaleur. Il arriva que l'air chaud, étroitement emprisonné dans le ballonnement bien réussi de la toile, se mit à élever avec assez de force la chemise gonflée au-dessus du foyer improvisé ».
De plus, il est de tradition que les frères Montgolfier donnèrent une des premières séances d'aérostation dans la cour d'honneur de l'Hôtel particulier des Villeneuve-Martignan, l'actuel Musée Calvet d'Avignon.

## Maison Bouchet
Située aux no 21-23 de la rue Joseph Vernet, elle a gardé le nom de son propriétaire Pierre Simon Bouchet (1747-1814), un agronome qui avait été troisième consul d'Avignon avant la Révolution. Cette demeure est entrée dans l'Histoire pour avoir servi de logement, en 1793, au capitaine Bonaparte qui avait été envoyé par la Convention nationale pour organiser l'approvisionnement de l'Armée d'Italie.
Il dut même s'y cacher lorsque la cité fut occupée par l'armée des fédéralistes marseillais, insurgée contre la Convention. Après leur reddition, le 26 juillet 1793, il suivit l'armée du général Carteaux. Mais atteint de paludisme, Napoléon fut contraint de revenir chez son logeur en août. Ce fut alors qu'il rédigea dans sa chambre son Souper de Beaucaire, pamphlet jacobin contre le fédéralisme. Cette brochure de 16 pages fut publiée par Sabin Tournal, éditeur du Courrier d'Avignon. Sous l'Empire, Napoléon 1er éleva Simon Bouchet au grade de chevalier de la Légion d'Honneur.

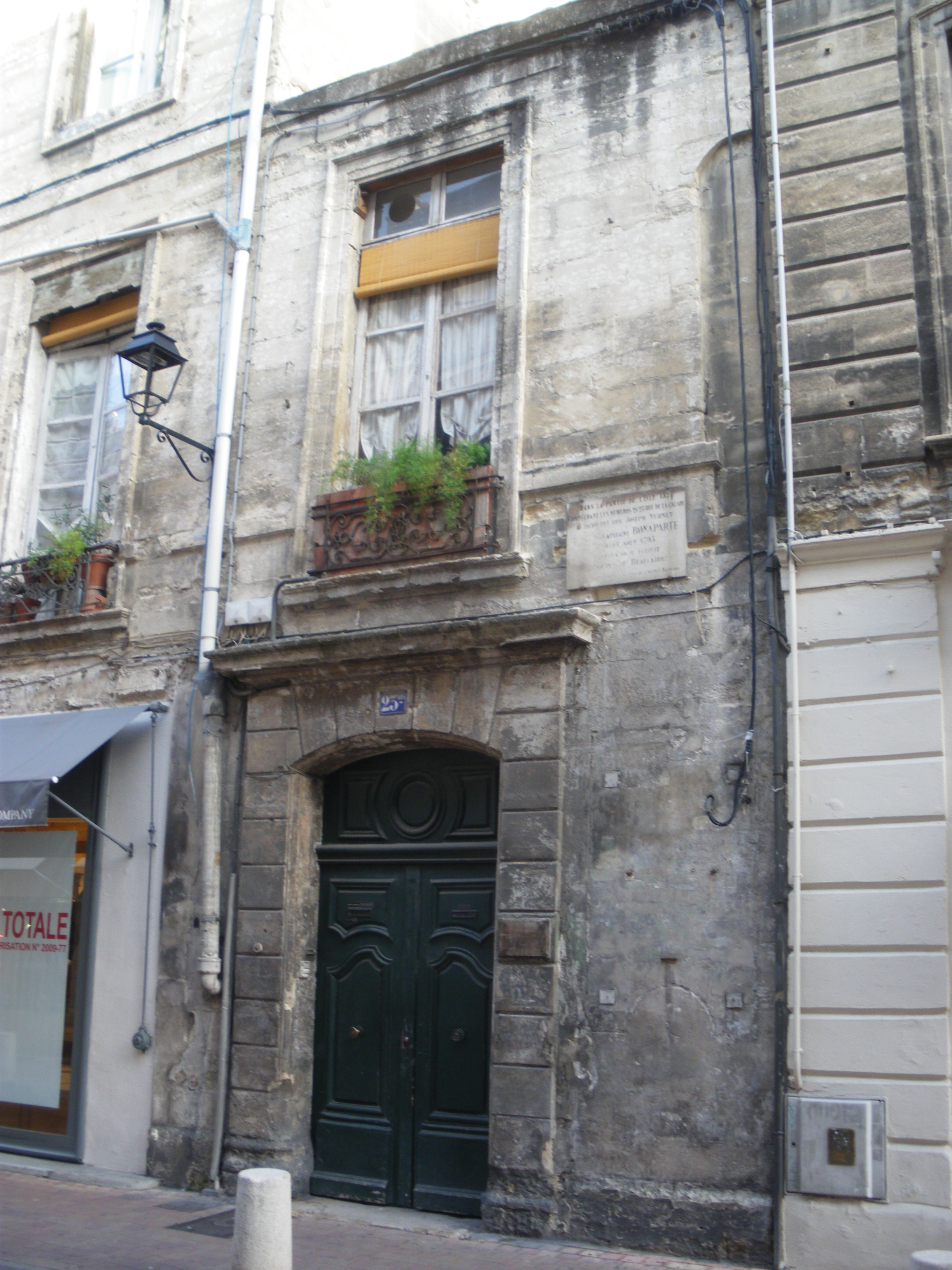
Maison Bouchet
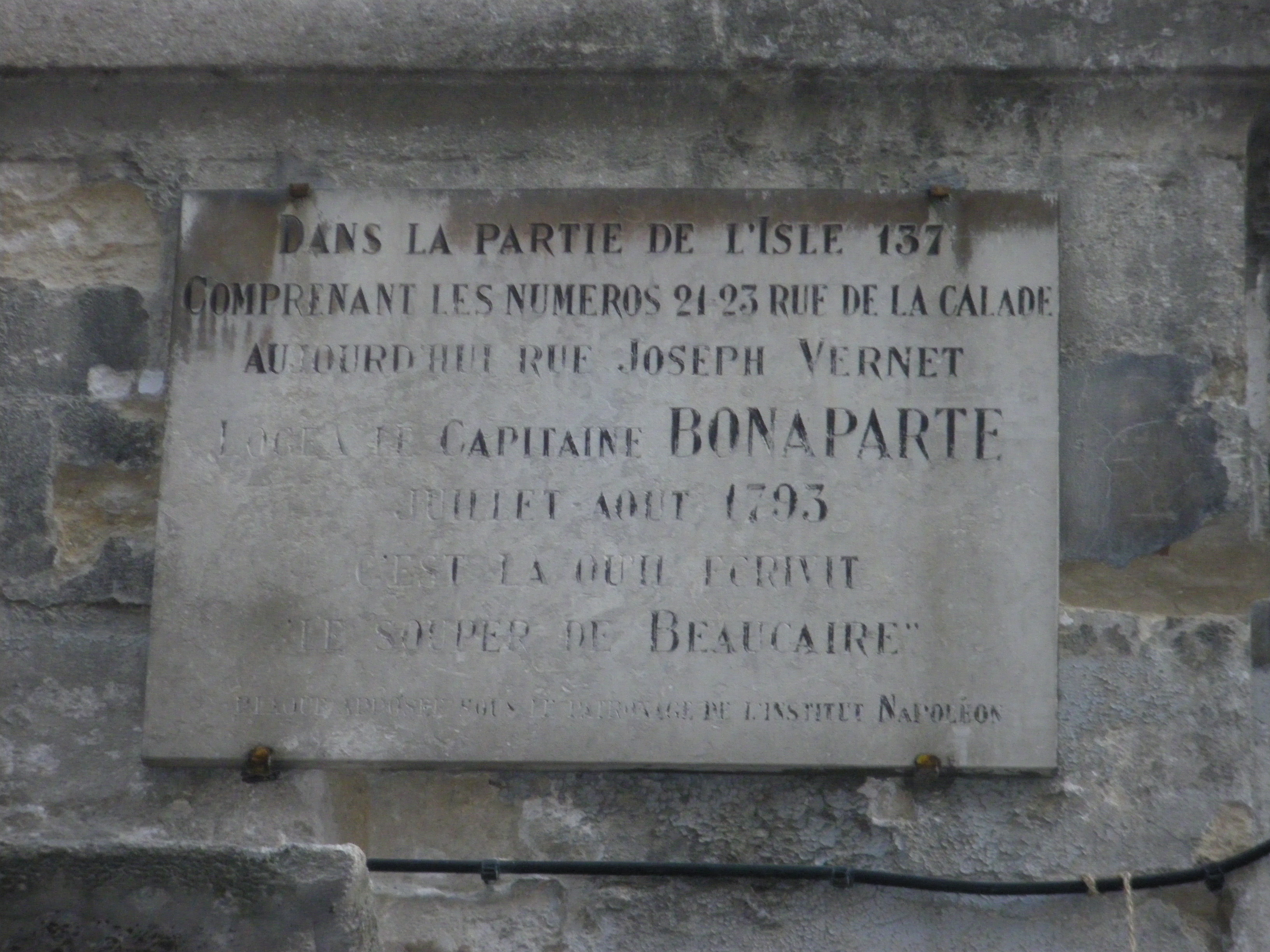
Plaque sur la Maison Bouchet

## Maison du crime
Elle se situe au no 8 de la place du Portail Matheron. Elle prit ce nom après que la veuve Pical et sa fille y eussent été assassinées par leur servante le 16 avril 1802. La meurtrière fut guillotinée un an plus tard à Carpentras et sa complice écopa de vingt-quatre ans de réclusion.
Elle fut ensuite habitée du 26 octobre 1869 au 30 mai 1871 par Stéphane Mallarmé qui, à sa demande, avait été nommé chargé de cours d'Anglais au Lycée de garçons d'Avignon. Le poète connaissait déjà et appréciait cette ville dans laquelle il avait séjourné en 1864 pour y rencontrer Théodore Aubanel avec lequel il s'était lié d'amitié, puis en août 1866 pour consulter le docteur Béchet, praticien avignonnais qui jouissait d'une grande réputation.
Au cours de son séjour, le poète reçut nombre de ses amis parisiens dont Henri Cazalis, François Coppée, Auguste de Villiers de L'Isle-Adam et Catulle Mendès. Puis lassé de l'enseignement, il demanda et obtint un congé pour raison de santé, le 20 janvier 1870. Il se contenta, dès lors, de donner des leçons d'Anglais aux cours municipaux de Saint-Martial avant de rejoindre la capitale.

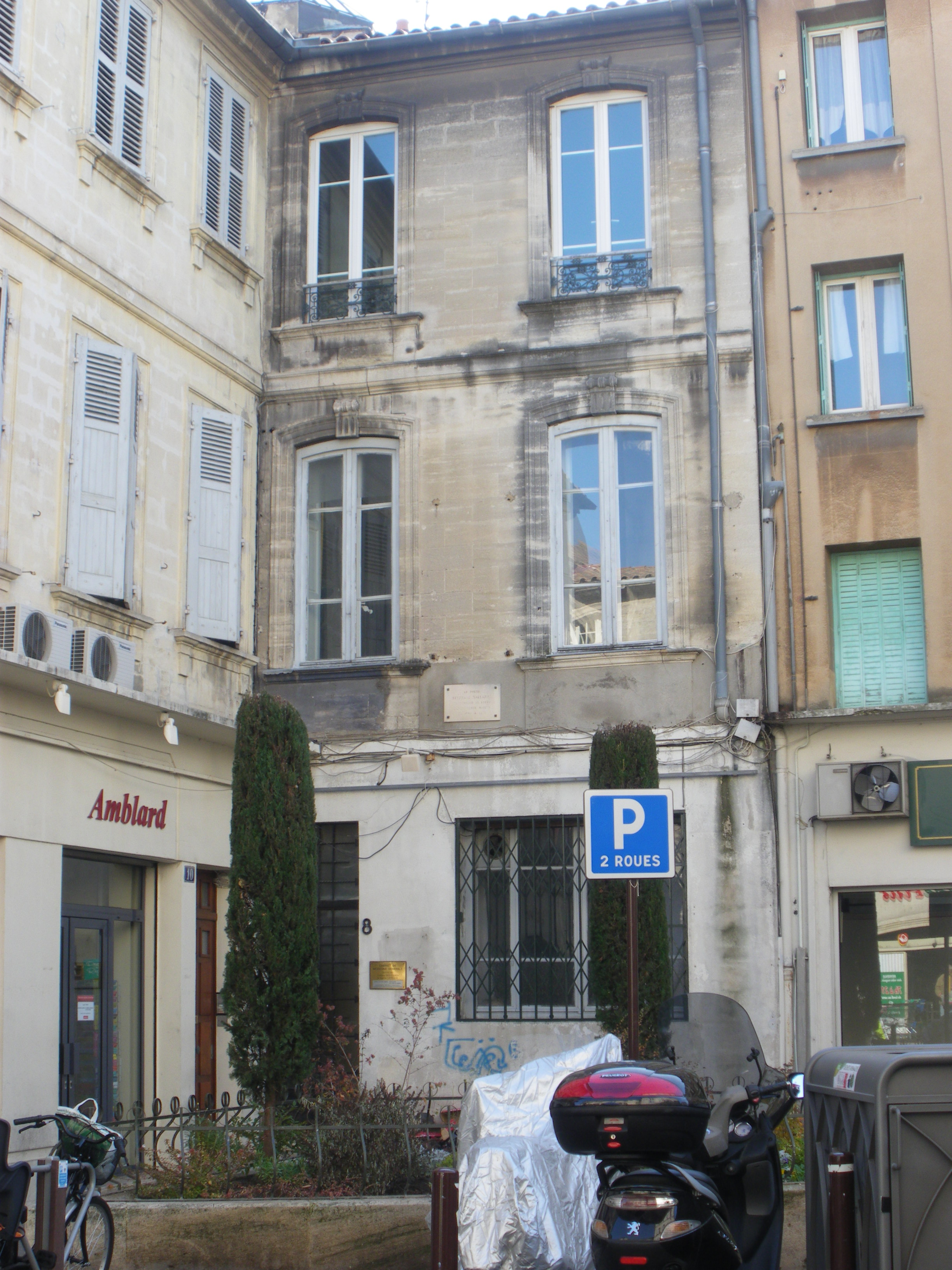
8 place Portail Matheron
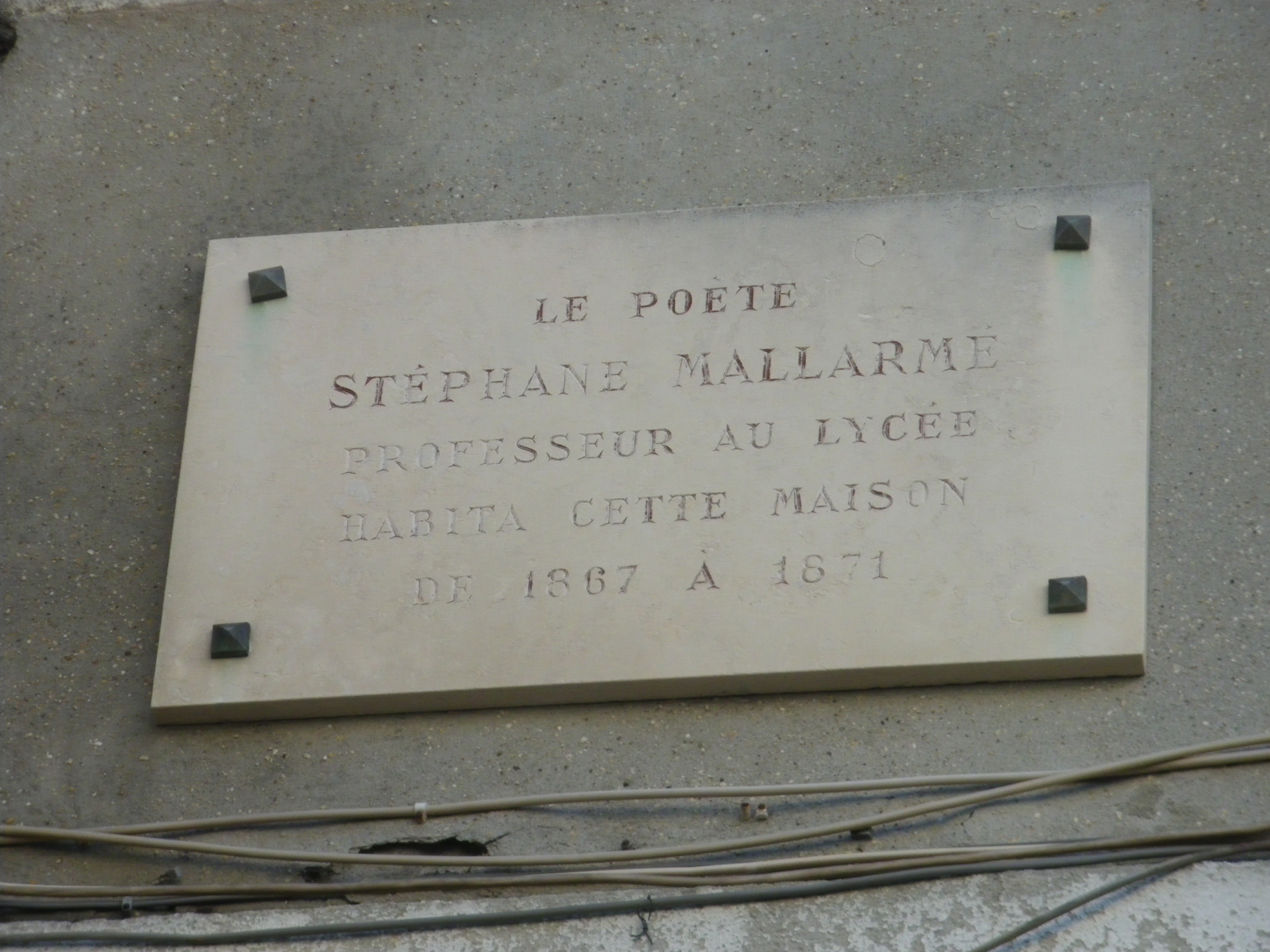
Plaque Hommage à Mallarmé

## Maison Aubanel
Située au fond d'une cour, au Nord-Ouest de la place Saint-Pierre, elle a été la résidence de la famille Aubanel, imprimeurs à Avignon. C'est Théodore Aubanel, lui-même, qui transféra ici l'imprimerie familiale de la « rue Saint-Marc », lors du percement de la rue de la République. Les descendants de cette famille en restèrent propriétaires jusqu'en 2000, date à laquelle fut fermée le musée de l'imprimerie installé dans la maison du poète. Elle comporte des salons aux décors raffinés, restaurés entre les années 2005 et 2006. 

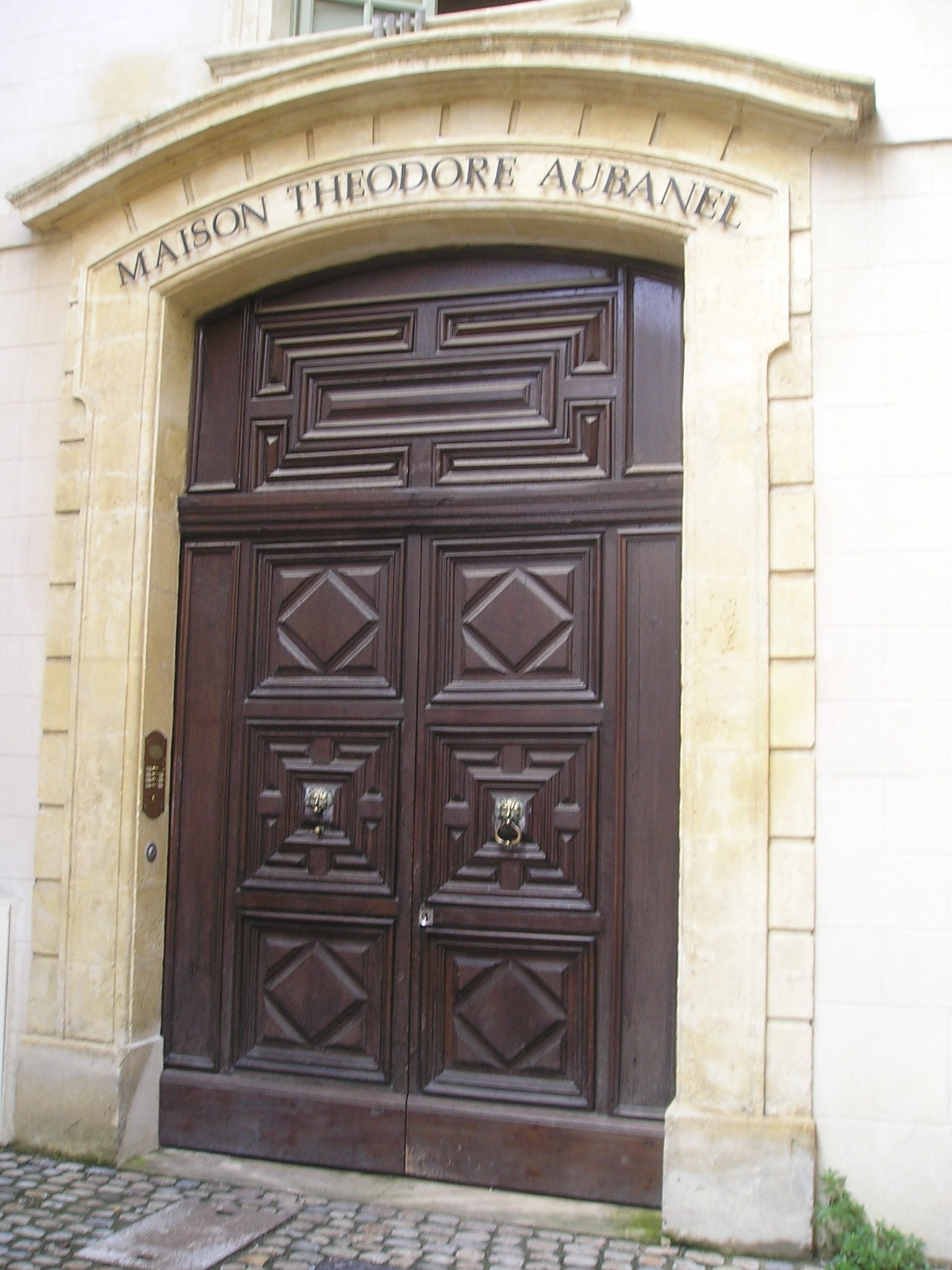
Porte d'entrée
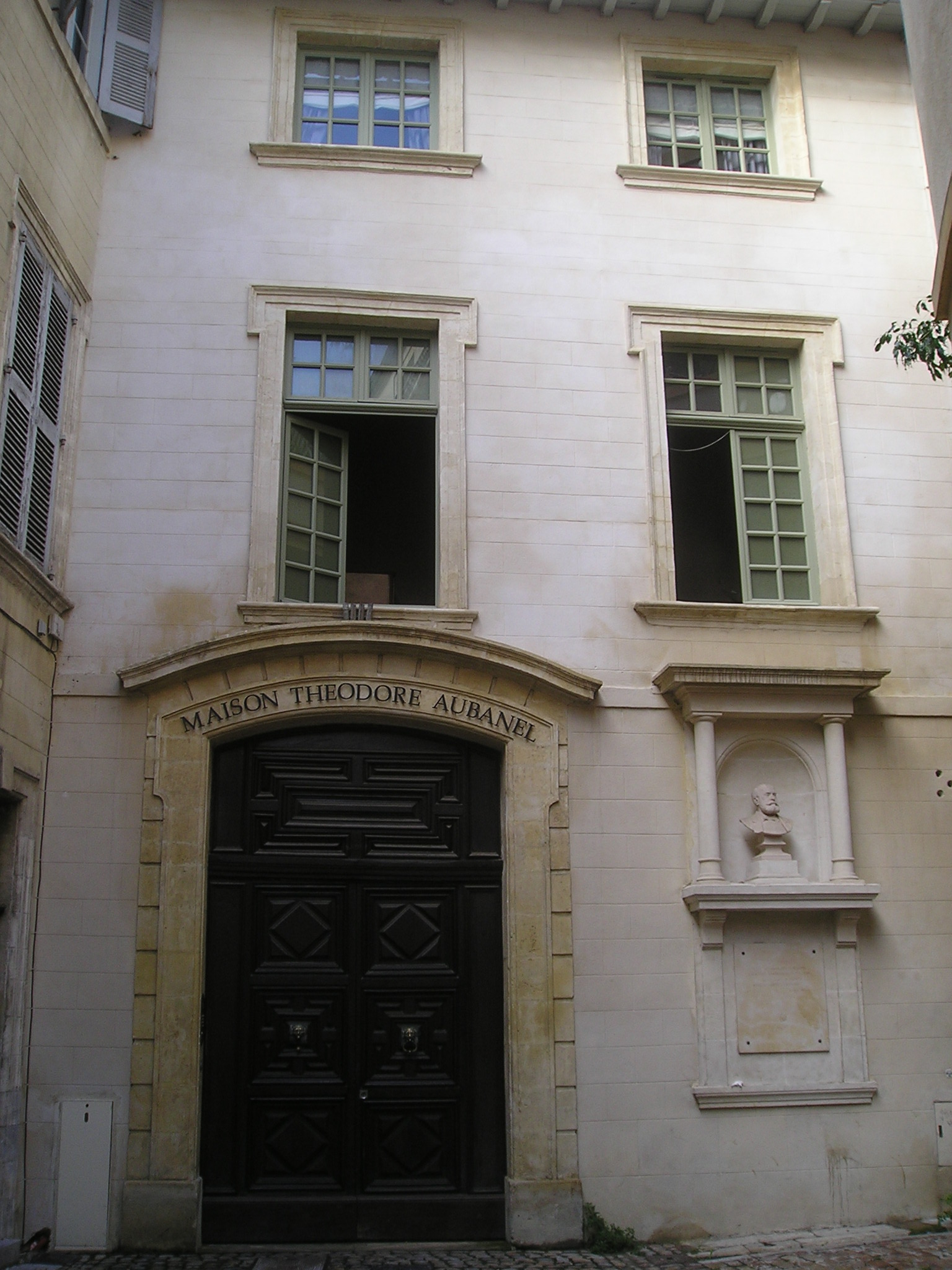
Façade
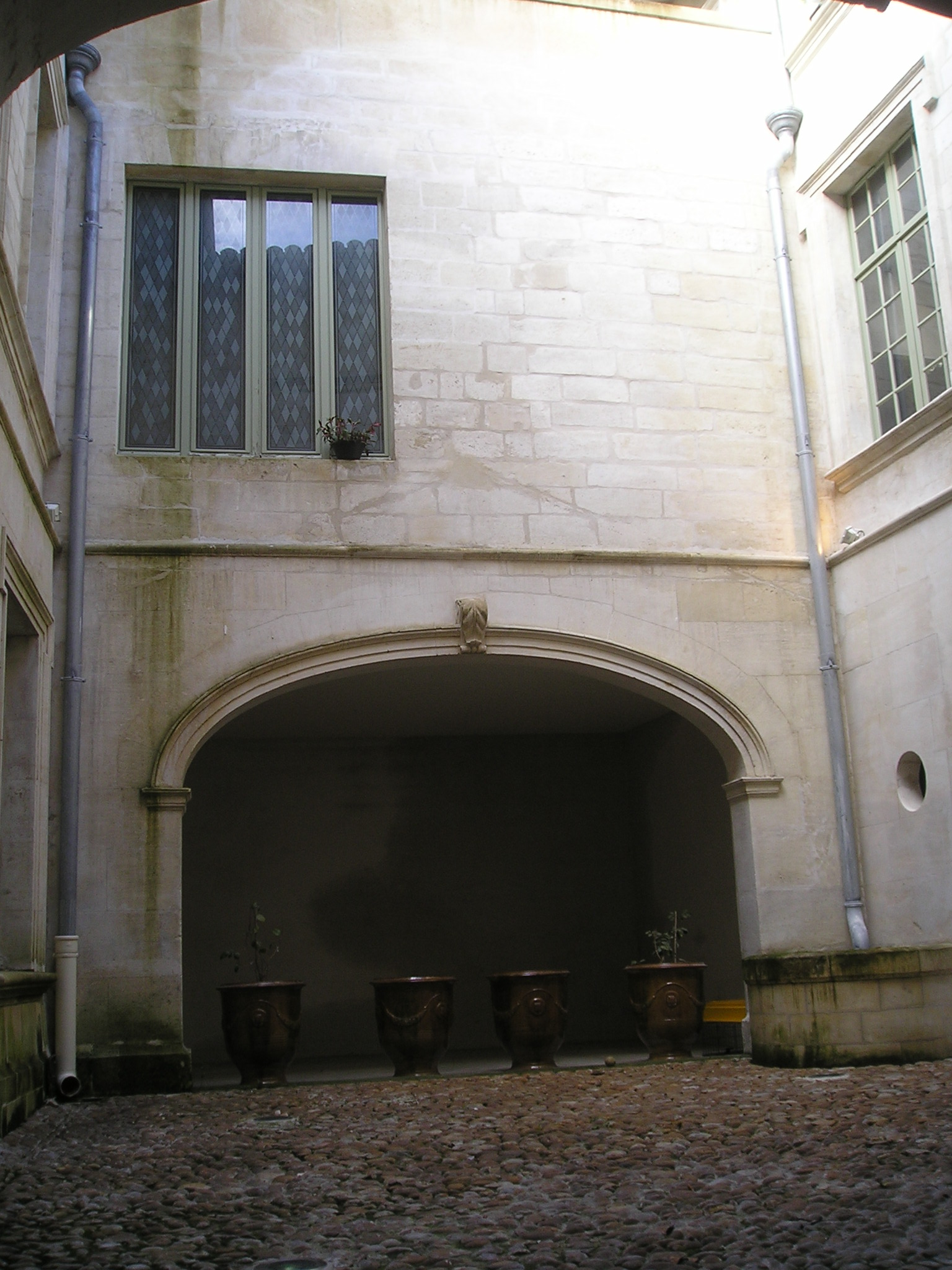
Cour intérieure

## Chapellerie Mouret

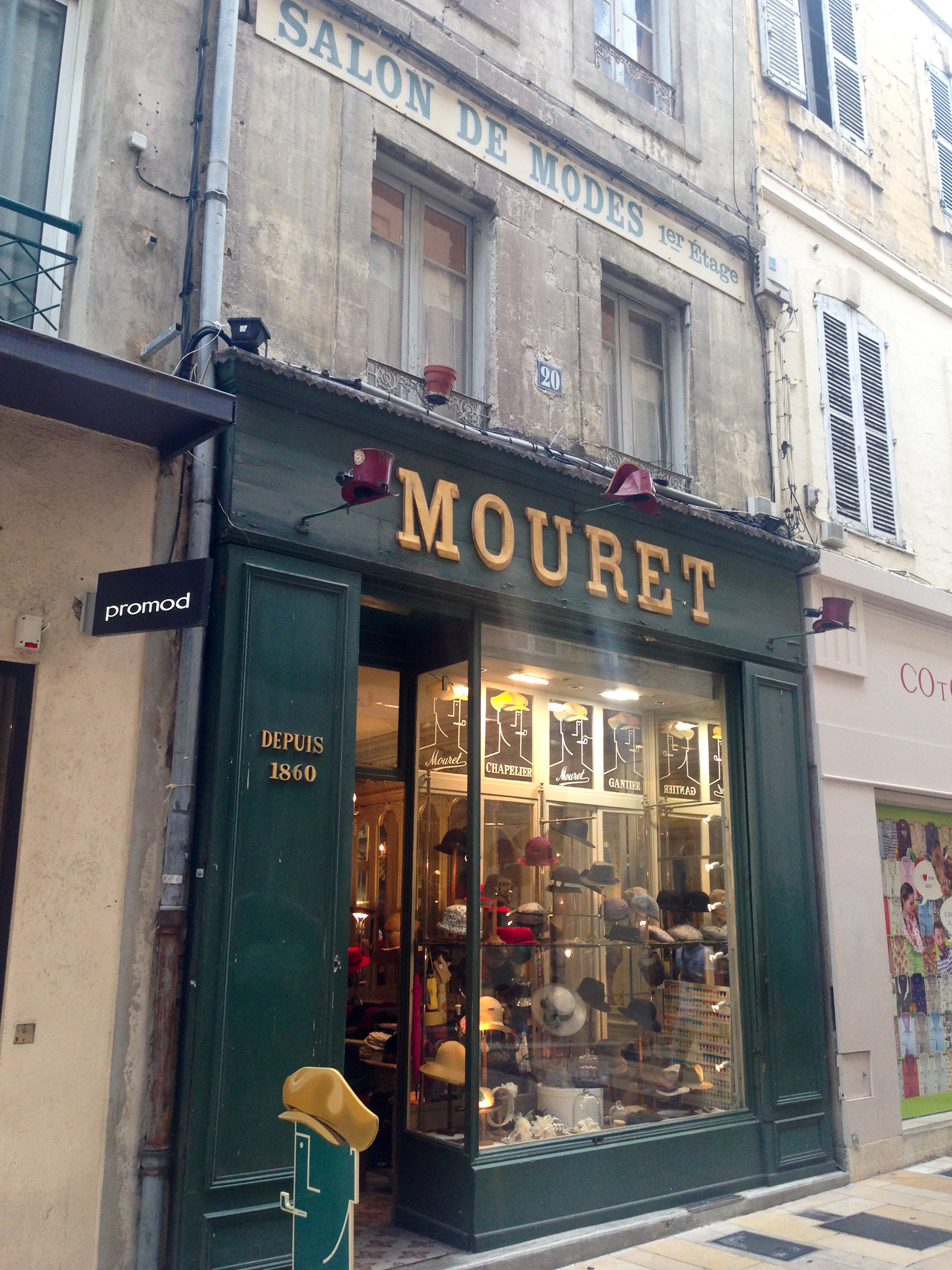
Chapellerie Mouret sur la rue des marchands

La chapellerie Mouret, se situant au 20 rue des marchands, comporte un décor Louis XVI d'origine (1860). Son décor intérieur et sa façade sont classés "Monuments Historiques" depuis 1995. La façade de l'immeuble et sa toiture, côté rue, sont inscrits à l'inventaire des monuments historiques de France. La chapellerie est toujours en activité.